# داوید گودو
داوید گودو (فرانسوی: David Gaudu‎؛ زادهٔ ۱۰ اکتبر ۱۹۹۶ ‏(۲۸ سال)) دوچرخه‌سوار اهل فرانسه است.
از باشگاه‌هایی که در آن رکاب زده‌است می‌توان به تیم دوچرخه‌سواری اف‌دی‌جی، و تیم دوچرخه‌سواری اف‌دی‌جی، اشاره کرد.